# Jorma
Jorma [ˈjor.mɑ] ist ein männlicher Vorname.

## Herkunft und Bedeutung
Der Name Jorma stellt eine finnische Variante von Jeremias dar.

## Verbreitung
Der Name Jorma ist in erster Linie in Finnland verbreitet. Dort war der Name vor allem in den 1940er und 1950er Jahren beliebt. In Deutschland wurde der Vorname in den letzten 10 Jahren nur etwa 20 Mal vergeben. Etwa 30 Personen tragen diesen Namen in der Schweiz. Während der 1970er Jahre wurde Jorma in den USA etwa 60 Mal vergeben. Nachgewiesen ist die Vergabe außerdem in Frankreich und Kanada. Gelegentlich wird der Name auch in Dänemark, Norwegen und Schweden vergeben.

## Varianten
In Deutschland findet sich gelegentlich die Variante Yorma.
Für weitere Varianten: siehe Jeremias#Varianten

## Namensträger
- Yorma Eberl (* 1957), Gründer der Systemgastronomiekette Yorma’s[8]
- Jorma Etelälahti (* 1951), finnischer Nordischer Kombinierer
- Jorma Härkönen (* 1956), finnischer Mittelstreckenläufer
- Jorma Hynninen (* 1941), finnischer Opernsänger (Bariton)
- Jorma Karvonen (* 1949), finnischer Orientierungs- und Ski-Orientierungsläufer
- Jorma Kaukonen (* 1940), US-amerikanischer Rockgitarrist
- Jorma Kinnunen (1941–2019), finnischer Leichtathlet
- Jorma Korhonen (* 1968), finnischer Judoka
- Jorma Kortelainen (1932–2012), finnischer Skilangläufer und Ruderer
- Jorma Nortimo (1906–1958), finnischer Schauspieler und Regisseur
- Jorma Ollila (* 1950), Vorsitzender und CEO von Nokia
- Jorma Paavilainen (* 1960), finnischer Schachkomponist und -spieler
- Jorma Panula (* 1930), finnischer Dirigent, Dirigierlehrer und Komponist
- Jorma Puranen (* 1951), finnischer Fotograf der Helsinki School
- Jorma Rissanen (1932–2020), finnischer Informationstheoretiker
- Jorma Ruissalo (1912–2006), finnischer Eisschnellläufer
- Jorma Sandelin (* 1936), finnischer Bogenschütze
- Jorma Taccone (* 1977), US-amerikanischer Comedian, Drehbuchautor, Schauspieler und Regisseur
- Jorma Tommila (* 1959), finnischer Schauspieler
- Jorma Uotinen (* 1950), finnischer Tänzer und Choreograph
- Jorma Valkama (1928–1962), finnischer Weitspringer
- Jorma Valtonen (1923–2001), finnischer Weitspringer
- Jorma Valtonen (* 1946), finnischer Eishockeytorwart
- Jorma Ylitalo (* 1941), finnischer Radrennfahrer